# اشتاین، اشتایرمارک
اشتاین (به آلمانی: Stein) یک منطقهٔ مسکونی در اتریش است که در هارتبرگ فورستنفلد واقع شده‌است. اشتاین ۷٫۳۳ کیلومتر مربع مساحت دارد ۳۲۰–۳۶۰ متر بالاتر از سطح دریا واقع شده‌است.